# Indigofera lancifolia
Indigofera lancifolia är en ärtväxtart som beskrevs av Per Axel Rydberg. Indigofera lancifolia ingår i släktet indigosläktet, och familjen ärtväxter. Inga underarter finns listade i Catalogue of Life.